# 小悪魔カフェ
『小悪魔カフェ』（こあくまカフェ）は、織田綺による日本の漫画作品。『少女コミック』（小学館）にて2005年末から掲載された。単行本は、同社のフラワーコミックスから全4巻が刊行されている。

## あらすじ
ある日、有吉桜は多くの災難を経験した後、車にはねられそうになった黒い野良猫を助ける。その黒猫を可愛がっていた少年・天王寺千架と出会い、再び出会ったカフェでアルバイトとして応募し、無理矢理ながらも採用してもらったが、千架の意地悪な態度に振り回されることとなった。

## 登場人物
有吉 桜（ありよし さくら）
女子高生。千架に出会い、彼のバイトしているカフェ『Ange』にアルバイトとして応募するが、男子のみの募集を無視していた上にドジなため、カフェ関係者や客から白い目で見られる。
天王寺 千架（てんのうじ ちか）
カフェ『Ange』の入っているビル（『Ange』含む）のオーナーの孫。天使のような美貌や、客に対する愛想の好さとは裏腹に、桜をからかう。
第1巻の時点では、コーヒーを作るのが下手で、ポン酢かと思われるほど酸っぱいコーヒーを作ってしまうほどだったため、誰もいない時にコーヒー作りの練習をしていた。
桜とは違う高校のため、彼女の通っている高校に学ラン姿で来た。
東 征二朗（あずま せいじろう）
カフェ『Ange』の雇われマスター。本名で呼ばれることを好まず、新入りパティシエの新倉悠に「アズマスター」とあだ名された時は怒っていた。
新倉 悠（にいくら ゆう）
カフェ『Ange』のパティシエ。
深谷 尚生（ふかたに なおき）
桜と同じ学校の高校生（ただしクラスは違う）。体育祭での桜の活躍を見て彼女に惚れ、カフェ『Ange』にアルバイトとして応募してくるだけでなく、桜を騙して自分の部屋(千架の祖父がオーナーを務めるアパートの303号室)へ誘った。
人懐っこい性格。

## 書誌情報
織田綺 『小悪魔カフェ』 小学館〈フラワーコミックス〉
1. 2006年1月発行 ISBN 4-09-138558-3
2. 2006年4月発行 ISBN 4-09-130412-5
3. 2006年8月発行 ISBN 4-09-130553-9
4. 2006年9月発行 ISBN 4-09-130578-4